# Ceconomy
Ceconomy AG (escrito como: CECONOMY) es una sociedad anónima en Alemania. Ceconomy opera las cadenas de electrónicas de consumo Media Markt y Saturn.

## Historia
Ceconomy AG nació el 12 de julio de 2017 cuando la división de electrónica de consumo y la división minorista de alimentos de Metro AG se separaron en dos compañías diferentes, cada una con su propia cotización en el mercado de valores MDAX. Desde el 24 de septiembre de 2018, Ceconomy figura en la lista SDAX. El negocio minorista de alimentos todavía se conoce como Metro AG.
Las razones dadas para la separación fueron que las dos empresas tenían relativamente pocas sinergias y podían desarrollarse mejor como compañías separadas.
El 6 de febrero de 2017, la AGM de Metro AG acordó la separación. La separación se ejecutó el 12 de julio de 2017 mediante los cambios requeridos en el Registro de Comercio de Düsseldorf, seguido de la OPV el 13 de julio. Metro AG cambió su nombre a Ceconomy AG el 11 de agosto de 2017. Posteriormente, Metro Wholesale & Food Specialist AG cambió su nombre a Metro AG el 18 de agosto de 2017.

## Negocios
Ceconomy es el mayor minorista europeo de electrónica de consumo, principalmente a través de Media-Saturn-Holding, la compañía poseedora de las cadenas Saturn y Media Markt.